# Prosobonia
Prosobonia Bonaparte, 1850 è un genere di uccelli della famiglia Scolopacidae, diffuso in Polinesia.

## Tassonomia
Comprende una specie vivente e 3 estinte:
- Prosobonia parvirostris (Peale, 1848) - piro-piro delle Tuamotu
- Prosobonia cancellata † (J.F.Gmelin, 1789) - piro-piro di Christmas
- Prosobonia leucoptera † (J.F.Gmelin, 1789) - piro-piro di Tahiti, estinto nel diciannovesimo secolo
- Prosobonia ellisi †  Sharpe, 1906 - piro-piro di Ellis

Altre tre specie fossili sono stati scoperte sulle Isole Cook, sulle Isole Marchesi e su Henderson Island, ma non hanno ancora ricevuto una nomenclatura.